# Charonosaurus
Charonosaurus là một chi khủng long, được Godefroit Zan & Jin L. mô tả khoa học năm 2000.